# Nucleotethya
Nucleotethya is een geslacht van sponzen uit de klasse van de gewone sponzen (Demospongiae). 

## Soort
- Nucleotethya bifida Sarà & Bavestrello, 1996